# Volando voy (programa de televisión)
Volando voy es un programa de televisión de España que se emite cada domingo, a las 21:30, en el canal español Cuatro. El programa se estrenó el 19 de julio de 2015 y es presentado por Jesús Calleja. La segunda temporada se estrenó el 11 de enero de 2017 en la noche de los miércoles a las 22h30.
En la actualidad se emite en Cuatro y Be Mad de Mediaset España.

## Formato
Volando voy, es un formado de aventuras de Jesús Calleja que junto a ciudadanos españoles recorrerá toda la geografía española desde un helicóptero (Robinson R44). Los habitantes de diferentes regiones españolas serán testigos en primera persona de las vistas más espectaculares de sus localidades que siempre han tenido a su alcance y nunca han podido disfrutar. Investigaciones y estudios cartográficos en 3D o desarrollo de nuevas técnicas de salvamento marítimas serán dos de las muchas cosas que Jesús Calleja y su equipo completaran con éxito suponiendo un gran avance para los locales de cada pueblo. Al final de cada entrega, el equipo del programa y todos los vecinos de los pueblos organizarán una fiesta en torno a la vista del documental previamente grabado teniendo así el privilegio de poder disfrutar del programa y compartir las emociones y anécdotas en torno a los vecinos de la localidad. En algunos programas, famosos, ayudarán a Jesús Calleja a conseguir los retos propuestos por el programa.
- 1: Fran Perea (Desfiladero de los Gaitanes)
- 11: Aless Gibaja y Dulceida (Bosque de Muniellos)
- 14: Mercedes Milá (Sierra de Grazalema)
- 15: Miguel Ángel Revilla (Gran Pozo)
- 21: Álex González (Ría de Arosa)
- 23: Marc Márquez y Álex Márquez (Sierra del Montsec)
- 29: Mercedes Milá (Valle de Laciana)
- 35: Mercedes Milá (Camino Lebaniego)

## Audiencias y destinos
| Temporada | Temporada | Episodios | Estreno                  | Final                   |
| --------- | --------- | --------- | ------------------------ | ----------------------- |
|           | 1         | 7         | 19 de julio de 2015      | 11 de octubre de 2015   |
|           | 2         | 6         | 11 de enero de 2017      | 15 de febrero de 2017   |
|           | 3         | 8         | 24 de septiembre de 2017 | 12 de noviembre de 2017 |
|           | 4         | 7         | 23 de septiembre de 2018 | 4 de noviembre de 2018  |
|           | 5         | 7         | 13 de octubre de 2019    | 15 de diciembre de 2019 |
|           | 6         | 7         | 8 de octubre de 2020     | 26 de noviembre de 2020 |
|           | 7         | 7         | 25 de mayo de 2022       | 6 de julio de 2022      |
|           | 8         | 7         | 4 de octubre de 2022     | 15 de noviembre de 2022 |
|           | 9         | 7         | 4 de septiembre de 2023  | 16 de octubre de 2023   |
|           | 10        | 7         | 2 de septiembre de 2024  | 16 de octubre de 2024   |
| Total     | Total     | 70        |                          |                         |

### 1.ª Temporada (2015)
| Programa | Destino                     | Fecha de emisión         | Audiencia        |
| -------- | --------------------------- | ------------------------ | ---------------- |
| 1x01 (1) | Desfiladero de los Gaitanes | 19 de julio de 2015      | 1 001 000 (7,7%) |
| 1x02 (2) | Minas de Riotinto           | 26 de julio de 2015      | 939 000 (7,5%)   |
| 1x03 (3) | Los Órganos de la Rapadura  | 2 de agosto de 2015      | 802 000 (6,7%)   |
| 1x04 (4) | Mallos de Riglos            | 13 de septiembre de 2015 | 1 113 000 (6,4%) |
| 1x05 (5) | Parque natural de Somiedo   | 20 de septiembre de 2015 | 1 580 000 (8,6%) |
| 1x06 (6) | Las Médulas                 | 4 de octubre de 2015     | 1 285 000 (7,0%) |
| 1x07 (7) | Cabo Ortegal                | 11 de octubre de 2015    | 1 074 000 (6,7%) |

### 2.ª Temporada (2017)
| Programa  | Destino                  | Fecha de emisión      | Audiencia        |
| --------- | ------------------------ | --------------------- | ---------------- |
| 2x01 (8)  | Bahía de Fornells        | 11 de enero de 2017   | 1 170 000 (7,4%) |
| 2x02 (9)  | Parque natural de Doñana | 18 de enero de 2017   | 1 236 000 (7,6%) |
| 2x03 (10) | Delta del Ebro           | 25 de enero de 2017   | 848 000 (5,2%)   |
| 2x04 (11) | Bosque de Muniellos      | 1 de febrero de 2017  | 1 059 000 (6,6%) |
| 2x05 (12) | Ribeira Sacra            | 8 de febrero de 2017  | 1 180 000 (7,1%) |
| 2x06 (13) | Desierto de Tabernas     | 15 de febrero de 2017 | 953 000 (5,8%)   |

### 3.ª Temporada (2017)
| Programa  | Destino               | Fecha de emisión         | Audiencia         |
| --------- | --------------------- | ------------------------ | ----------------- |
| 3x01 (14) | Gran Pozo             | 24 de septiembre de 2017 | 1 640 000 (9,3%)  |
| 3x02 (15) | Sierra de Grazalema   | 1 de octubre de 2017     | 1 488 000 (8,1%)  |
| 3x03 (16) | Mar Menor             | 8 de octubre de 2017     | 1 427 000 (8,1%)  |
| 3x04 (17) | Románico Palentino    | 15 de octubre de 2017    | 1 558 000 (8,7%)  |
| 3x05 (18) | La ruta de los Flysch | 22 de octubre de 2017    | 1 590 000 (8,4%)  |
| 3x06 (19) | Sierra de Albarracín  | 29 de octubre de 2017    | 2 059 000 (11,0%) |
| 3x07 (20) | Sierra de la Culebra  | 3 de noviembre de 2017   | 1 674 000 (8,6%)  |
| 3x08 (21) | Ría de Arosa          | 12 de noviembre de 2017  | 1 594 000 (8,3%)  |

### 4.ª Temporada (2018)
| Programa  | Destino                             | Fecha de emisión         | Audiencia        |
| --------- | ----------------------------------- | ------------------------ | ---------------- |
| 4x01 (22) | Las Hurdes                          | 23 de septiembre de 2018 | 1 297 000 (7,8%) |
| 4x02 (23) | Sierra del Montsec                  | 30 de septiembre de 2018 | 1 398 000 (8,2%) |
| 4x03 (24) | El Hierro                           | 7 de octubre de 2018     | 1 452 000 (8,3%) |
| 4x04 (25) | Val Miñor - Baixo Miño              | 14 de octubre de 2018    | 1 632 000 (8,8%) |
| 4x05 (26) | Sierra de Aracena y Picos de Aroche | 21 de octubre de 2018    | 1 442 000 (7,8%) |
| 4x06 (27) | Parque natural de Redes             | 28 de octubre de 2018    | 1 522 000 (8,0%) |
| 4x07 (28) | Tierras del Burgo                   | 04 de noviembre de 2018  | 1 635 000 (8,4%) |

### 5.ª Temporada (2019)
| Programa  | Destino                                   | Fecha de emisión        | Audiencia        |
| --------- | ----------------------------------------- | ----------------------- | ---------------- |
| 5x01 (29) | Valle de Laciana                          | 13 de octubre de 2019   | 1 189 000 (7,1%) |
| 5x02 (30) | Geoparque de Granada                      | 20 de octubre de 2019   | 1 156 000 (6,4%) |
| 5x03 (31) | Sierra del Caurel                         | 27 de octubre de 2019   | 1 189 000 (6,9%) |
| 5x04 (32) | Parque natural del Cabo de Creus          | 3 de noviembre de 2019  | 1 211 000 (6,8%) |
| 5x05 (33) | Parque natural de las Sierras Subbéticas  | 17 de noviembre de 2019 | 1 182 000 (6,4%) |
| 5x06 (34) | Parque nacional de Ordesa y Monte Perdido | 1 de diciembre de 2019  | 1 153 000 (6,5%) |
| 5x07 (35) | Camino Lebaniego                          | 15 de diciembre de 2019 | 1 338 000 (7,5%) |

### 6.ª Temporada (2020)
| Programa  | Destino                                     | Fecha de emisión        | Audiencia      |
| --------- | ------------------------------------------- | ----------------------- | -------------- |
| 6x01 (36) | Comarca de los Valles Pasiegos              | 8 de octubre de 2020    | 913 000 (8,0%) |
| 6x02 (37) | Arribes del Duero                           | 15 de octubre de 2020   | 873 000 (8,0%) |
| 6x03 (38) | La Alpujarra                                | 22 de octubre de 2020   | 907 000 (7,7%) |
| 6x04 (39) | La Vega                                     | 29 de octubre de 2020   | 813 000 (7,2%) |
| 6x05 (40) | Sierras de Cazorla, Segura y Las Villas     | 12 de noviembre de 2020 | 835 000 (7,2%) |
| 6x06 (41) | La Pueblanueva                              | 19 de noviembre de 2020 | 681 000 (5,9%) |
| 6x07 (42) | Parque regional Montaña de Riaño y Mampodre | 26 de noviembre de 2020 | 718 000 (5,9%) |

### 7.ª Temporada (2022)
| Programa  | Pueblo               | Fecha de emisión    | Audiencia      |
| --------- | -------------------- | ------------------- | -------------- |
| 7x01 (43) | Costa de la Muerte   | 25 de mayo de 2022  | 638 000 (6,1%) |
| 7x02 (44) | Sierra del Segura    | 1 de junio de 2022  | 593 000 (5,9%) |
| 7x03 (45) | El Bierzo            | 8 de junio de 2022  | 633 000 (6,5%) |
| 7x04 (46) | Sierra de Gata       | 15 de junio de 2022 | 616 000 (6,3%) |
| 7x05 (47) | Las Merindades       | 22 de junio de 2022 | 661 000 (6,7%) |
| 7x06 (48) | Pallars Jussá        | 29 de junio de 2022 | 690 000 (7,2%) |
| 7x07 (49) | Sierra de las Nieves | 6 de julio de 2022  | 639 000 (6,6%) |

### 8.ª Temporada (2022)
| Programa  | Destino                      | Fecha de emisión        | Audiencia      |
| --------- | ---------------------------- | ----------------------- | -------------- |
| 8x01 (50) | La Estrada (Rapa das Bestas) | 4 de octubre de 2022    | 705 000 (7,4%) |
| 8x02 (51) | Pallars Sobirá               | 11 de octubre de 2022   | 646 000 (6,1%) |
| 8x03 (52) | Alto Mijares                 | 18 de octubre de 2022   | 651 000 (6,5%) |
| 8x04 (53) | Parque natural del Gorbea    | 25 de octubre de 2022   | 563 000 (5,8%) |
| 8x05 (54) | Valle del Andarax            | 1 de noviembre de 2022  | 493 000 (5,5%) |
| 8x06 (55) | Canal de Castilla            | 8 de noviembre de 2022  | 487 000 (5,1%) |
| 8x07 (56) | Parque natural del Alto Tajo | 15 de noviembre de 2022 | 541 000 (5,6%) |

### 9.ª Temporada (2023)
| Programa  | Destino             | Fecha de emisión         | Audiencia      |
| --------- | ------------------- | ------------------------ | -------------- |
| 9x01 (57) | Belmonte            | 4 de septiembre de 2023  | 629 000 (6,7%) |
| 9x02 (58) | El Andévalo         | 11 de septiembre de 2023 | 503 000 (5,6%) |
| 9x03 (59) | Valle de Cabuérniga | 18 de septiembre de 2023 | 544 000 (6,1%) |
| 9x04 (60) | La Mariña           | 25 de septiembre de 2023 | 579 000 (6,6%) |
| 9x05 (61) | Concejo de Allande  | 2 de octubre de 2023     | 593 000 (6,9%) |
| 9x06 (62) | Sierra de Francia   | 9 de octubre de 2023     | 636 000 (7,2%) |
| 9x07 (63) | Alto Bernesga       | 16 de octubre de 2023    | 546 000 (5,9%) |

### 10ª Temporada (2024)
| Programa   | Destino                                | Fecha de emisión         | Audiencia      |
| ---------- | -------------------------------------- | ------------------------ | -------------- |
| 10x01 (64) | La Axarquía                            | 4 de septiembre de 2024  | 587 000 (7,4%) |
| 10x02 (65) | Rioja Alavesa                          | 11 de septiembre de 2024 | 519 000 (6,9%) |
| 10x03 (66) | Sierra Morena                          | 18 de septiembre de 2024 | 493 000 (6,4%) |
| 10x04 (67) | Parque natural de la Sierra de Mariola | 26 de septiembre de 2024 | 378 000 (4,8%) |
| 10x05 (68) | Lagunas de Ruidera                     | 2 de octubre de 2024     | 551 000 (7,2%) |
| 10x06 (69) | Parque Natural de Urbasa y Andía       | 9 de octubre de 2024     | 547 000 (7,1%) |
| 10x07 (70) | Sierra de Gredos                       | 16 de octubre de 2024    | 498 000 (6,1%) |

## Audiencia media de todas las temporadas
| Edición                      | Programas | Fecha | Cadena           | Clasificación    | Audiencia        |
| ---------------------------- | --------- | ----- | ---------------- | ---------------- | ---------------- |
| Volando voy (1.ª temporada)  | 7         | 2015  |                  |                  | 1 113 000 (7,2%) |
| Volando voy (2.ª temporada)  | 6         | 2017  |                  | 1 074 000 (6,6%) |                  |
| Volando voy (3.ª temporada)  | 8         | 2017  |                  | 1 629 000 (8,8%) |                  |
| Volando voy (4.ª temporada)  | 7         | 2018  | 1 483 000 (8,2%) |                  |                  |
| Volando voy (5.ª temporada)  | 7         | 2019  |                  | 1 203 000 (6,8%) |                  |
| Volando voy (6.ª temporada)  | 7         | 2020  | 820 000 (7,1%)   |                  |                  |
| Volando voy (7.ª temporada)  | 7         | 2022  | 639 000 (6,5%)   |                  |                  |
| Volando voy (8.ª temporada)  | 7         | 2022  | 584 000 (6,0%)   |                  |                  |
| Volando voy (9.ª temporada)  | 7         | 2023  | 576 000 (6,4%)   |                  |                  |
| Volando voy (10.ª temporada) | 7         | 2024  | 510 000 (6,6%)   |                  |                  |